# Records d'Équateur d'athlétisme

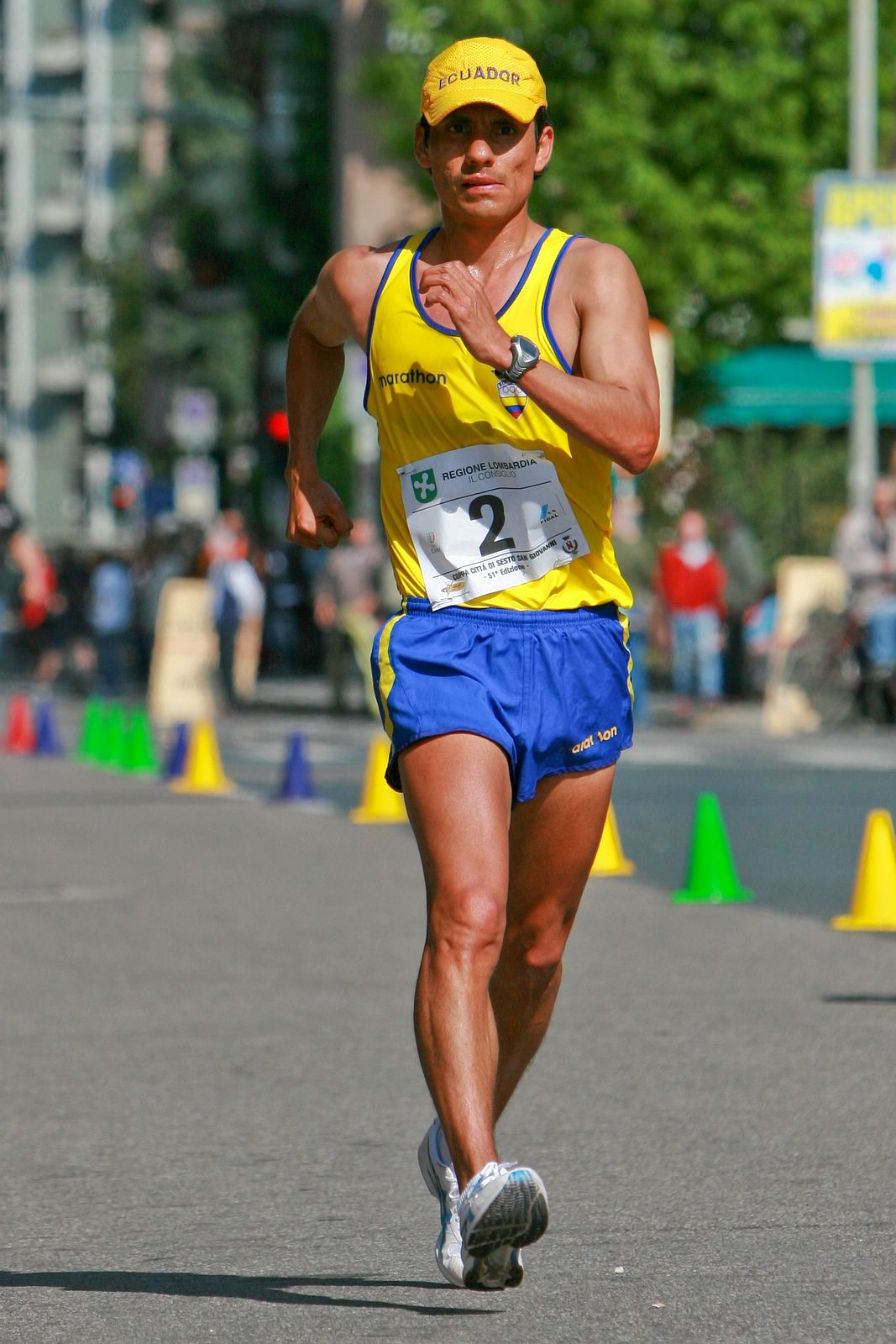
Jefferson Pérez détient le record d'Équateur du 20 km marche.

Les records d'Équateur d'athlétisme sont les meilleures performances réalisées par des athlètes équatoriens et homologuées par la Fédération équatorienne d'athlétisme (FEA).

## Plein air

### Hommes
| Épreuve                 | Record | Athlète                                                                 | Date                    | Compétition                                     | Lieu                | Réf.        |
| ----------------------- | --- | ----------------------------------------------------------------------- | ----------------------- | ----------------------------------------------- | ------------------- | ----------- |
| 100 m                   | 10 s 09 A (+2,0 m/) 10 s 09 A (-0,7 m/s) | Álex Quiñónez                                                           | 25 mai 2013 6 juin 2018 | Grand Prix Ximena Restrepo Jeux sud-américains  | Medellín Cochabamba | [ 1 ] [ 2 ] |
| 200 m                   | 19 s 87 (- 0,1 m/s) | Álex Quiñónez                                                           | 5 juillet 2019          | Athletissima                                    | Lausanne            | [ 3 ]       |
| 400 m                   | 46 s 28 | Álex Quiñónez                                                           | 29 juin 2019            | Meeting de São João                             | Braga               | [ 4 ]       |
| 800 m                   | 1 min 46 s 55 | Bayron Piedra                                                           | 25 mai 2008             |                                                 | Belém               |             |
| 1 500 m                 | 3 min 37 s 88 | Bayron Piedra                                                           | 25 juillet 2007         | Jeux panaméricains                              | Rio de Janeiro      |             |
| 3 000 m                 | 7 min 47 s 06 | Bayron Piedra                                                           | 19 mai 2010             | GP Caixa Governo do Pará                        | Belém               | [ 5 ]       |
| 5 000 m                 | 13 min 23 s 72 | Bayron Piedra                                                           | 22 juillet 2012         |                                                 | Ninove              |             |
| 10 000 m                | 27 min 32 s 59 | Bayron Piedra                                                           | 1er mai 2011            | Payton Jordan Cardinal Invitational             | Palo Alto           | [ 6 ]       |
| 10 km (route)           | 28 min 8 s | Rolando Vera                                                            | 20 mai 1990             |                                                 | San Diego           |             |
| 15 km (route)           | 42 min 44 s | Rolando Vera                                                            | 18 juin 1989            |                                                 | Portland            |             |
| 20 km (route)           | 1 h 0 min 43 s | Rolando Vera                                                            | 25 mai 1996             |                                                 | Wheeling            |             |
| Semi-marathon           | 1 h 1 min 36 s | Rolando Vera                                                            | 24 septembre 1994       | Championnats du monde de semi-marathon          | Oslo                |             |
| 25 km (route)           | 1 h 15 min 02 s + | Silvio Guerra                                                           | 4 mars 2001             |                                                 | Lac Biwa            |             |
| Marathon                | 2 h 9 min 05 | Segundo Jami                                                            | 3 décembre 2023         | Marathon de Valence                             | Valence             | [ 7 ]       |
| 110 m haies             | 13 s 44 (+1,2 m/s) | Jackson Quiñónez                                                        | 24 août 2004            | Jeux olympiques                                 | Athènes             | [ 8 ]       |
| 400 m haies             | 49 s 76 | Emerson Chalá                                                           | 28 novembre 2013        | Jeux bolivariens                                | Trujillo            | [ 9 ]       |
| 3000 m steeple          | 8 min 47 s 0 | Jimmy Gómez                                                             | 27 mai 2023             |                                                 | Guayaquil           | [ 10 ]      |
| Saut en hauteur         | 2,30 m | Diego Ferrín                                                            | 27 octobre 2011         | Jeux panaméricains                              | Guadalajara         | ,           |
| Saut à la perche        | 5,55 m | José Rodolfo Pacho                                                      | 26 juin 2019            | Bestseller Athletics Park                       | Goleniow            |             |
| Saut en longueur        | 8,16 m A (0,0 m/s) | Hugo Chila                                                              | 23 novembre 2009        | Jeux bolivariens                                | Sucre               | [ 13 ]      |
| Triple saut             | 17,03 m (+0,3 m/s) A | Hugo Chila                                                              | 25 novembre 2009        | Jeux bolivariens                                | Sucre               | [ 13 ]      |
| Lancer du poids         | 17,76 m | Santiago Espín                                                          | 8 avril 2016            | Grand Prix Carlos Strutz                        | Santiago            | [ 14 ]      |
| Lancer du disque        | 69,60 m | Juan Caicedo                                                            | 22 juillet 2020         |                                                 | Lovelhe             |             |
| Lancer du marteau       | 62,82 m A | Guillermo Braulío                                                       | 2 septembre 2012        | Championnats nationaux des moins de 23 ans      | Cuenca              |             |
| Lancer du javelot       | 74,68 m A | José Escobar                                                            | 15 mars 2015            |                                                 | Cuenca              | [ 15 ]      |
| Décathlon               | 8 004 pts | Andy Preciado                                                           | 31 mai 2021             | Championnats d'Amérique du Sud                  | Guayaquil           | [ 16 ]      |
| Décathlon               | 10 s 95 (100 m), 6,87 m (longueur), 14,16 m (poids), 2,07 m (hauteur), 51 s 28 (400 m) / 14 s 23 (110 m haies), 49,88 m (disque), 4,50 m (perche), 61,74 m (javelot), 4 min 45 s 03 (1 500 m) |                                                                         |                         |                                                 |                     |             |
| 20 000 m marche (piste) | 1 h 20 min 23 s 8 (AR) | Andrés Chocho                                                           | 5 juin 2011             | Championnats d'Amérique du Sud                  | Buenos Aires        | [ 17 ]      |
| 20 km marche (route)    | 1 h 17 min 21 s (AR) | Jefferson Pérez                                                         | 23 août 2003            | Championnats du monde                           | Paris               | [ 18 ]      |
| 35 km marche (route)    | 2 h 24 min 34 s | Daniel Pintado                                                          | 25 août 2023            | Championnats du monde                           | Budapest            |             |
| 50 km marche (road)     | 3 h 42 min 57 s A (AR) | Andrés Chocho                                                           | 6 mars 2016             | Challenge mondial de marche                     | Ciudad Juárez       | [ 19 ]      |
| 4 × 100 m               | 39 s 62 | Équateur John Valencia Alex Quiñónez Franklin Nazareno Luis Morán       | 29 novembre 2013        | Jeux bolivariens                                | Trujillo            |             |
| 4 × 400 m               | 3 min 06 s 94 | Équateur Katriel Angulo Miguel Angel Maldonado Steeven Salas Alan Minda | 21 août 2021            | Championnats du monde juniors d'athlétisme 2021 | Nairobi             |             |

### Femmes
| Épreuve                 | Record | Athlète                                                                       | Date             | Compétition                                        | Lieu                  | Réf.   |
| ----------------------- | --- | ----------------------------------------------------------------------------- | ---------------- | -------------------------------------------------- | --------------------- | ------ |
| 100 m                   | 10 s 99 (+0,9 m/s) | Ángela Tenorio                                                                | 22 juillet 2015  | Jeux panaméricains                                 | Toronto               | [ 20 ] |
| 200 m                   | 22 s 74 (-0,1 m/s) | Anahí Suárez                                                                  | 19 juillet 2022  | Championnats du monde                              | Eugene                | [ 21 ] |
| 400 m                   | 51 s 53 | Nicole Caicedo                                                                | 29 juillet 2023  | Championnats d'Amérique du Sud                     | São Paulo             | [ 22 ] |
| 800 m                   | 2 min 04 s 00 | Andrea Calderón                                                               | 23 novembre 2017 | Jeux bolivariens                                   | Santa Marta           | [ 23 ] |
| 1 500 m                 | 4 min 14 s 08 | Carmen Alder Caisalitín                                                       | 15 avril 2023    | Bryan Clay Invitational                            | Azusa                 | [ 24 ] |
| 3 000 m                 | 9 min 18 s 1 | Martha Tenorio                                                                | 3 juin 1992      |                                                    | Victoria              |        |
| 5 000 m                 | 15 min 49 s 33 | María Pastuña                                                                 | 14 juin 2015     | Championnats d'Amérique du Sud                     | Lima                  | [ 25 ] |
| 10 000 m                | 32 min 42 s 25 | Martha Tenorio                                                                | 30 mai 1992      |                                                    | Vancouver             |        |
| 10 km (route)           | 32 min 40 s | Katerine Tisalema                                                             | 19 mars 2022     |                                                    | Laredo                | [ 26 ] |
| 15 km (route)           | 51 min 50 | Martha Tenorio                                                                | 18 juin 1989     |                                                    | Portland              |        |
| 20 km (route)           | 1 h 11 min 10 s | Sandra Ruales                                                                 | 1er juin 2003    |                                                    | Valence               |        |
| Semi-marathon           | 1 h 11 min 23 s | Rosa Chacha                                                                   | 21 août 2022     | Championnats d'Amérique du Sud de semi-marathon    | Buenos Aires          |        |
| 25 km (route)           | 1 h 26 min 59 s | Martha Tenorio                                                                | 19 avril 1999    | Marathon de Boston                                 | Boston                |        |
| 30 km (route)           | 1 h 44 min 57 s | Martha Tenorio                                                                | 19 avril 1999    | Marathon de Boston                                 | Boston                |        |
| Marathon                | 2 h 24 min 50 s | Silvia Ortiz                                                                  | 3 décembre 2023  | Marathon de Valence                                | Valence               | [ 27 ] |
| 100 m haies             | 13 s 01 (+1,8 m/s) | Maribel Caicedo                                                               | 12 mai 2018      | Pure Athletics/NTC Sprint Elite Meet               | Clermont              | [ 28 ] |
| 400 m haies             | 56 s 50 A | Lucy Jaramillo                                                                | 24 juin 2012     |                                                    | Cali                  |        |
| 3 000 m steeple         | 10 min 06 s 74 | Katerine Tisalema                                                             | 10 août 2019     | Jeux panaméricains                                 | Lima                  |        |
| Saut en hauteur         | 1,84 m | Joyce Micolta                                                                 | 17 juin 2023     | Championnats d'Équateur                            | Quito                 |        |
| Saut à la perche        | 3,90 m | Ana Quiñónez                                                                  | 13 novembre 2016 | Championnats d'Amérique du Sud des moins de 18 ans | Concordia             | [ 29 ] |
| Saut à la perche        | 3,90 m | Ana Quiñónez                                                                  | 6 juillet 2018   |                                                    | Cuenca                |        |
| Saut à la perche        | 3,90 m | Ana Quiñónez                                                                  | 18 août 2018     | Championnats d'Équateur espoirs                    | Cuenca                |        |
| Saut à la perche        | 3,90 m | Ana Quiñónez                                                                  | 13 avril 2019    | Championnats d'Équateur                            | Cuenca                |        |
| Saut en longueur        | 6,67 m (+1,8 m/s) | Yuliana Ángulo                                                                | 16 mai 2021      |                                                    | Leverkusen            |        |
| Saut en longueur        | 6,67 m (+1,1 m/s) | Yuliana Ángulo                                                                | 1er mai 2022     |                                                    | São Paulo             | [ 30 ] |
| Triple saut             | 14,05 m A (0,0 m/s) | Liuba Zaldívar                                                                | 1er mai 2019     | Grand Prix Ximena Restrepo                         | Medellín              |        |
| Triple saut             | 14,05 m (+0,7 m/s) | Liuba Zaldívar                                                                | 18 mai 2019      | Gran Premio Caterine Ibargüen                      | Barranquilla          | [ 31 ] |
| Lancer du poids         | 15,67 m | Lorna Zurita                                                                  | 3 juillet 2022   | Jeux bolivariens                                   | Valledupar            |        |
| Lancer du disque        | 53,02 m | Merari Herrera                                                                | 16 octobre 2021  | Championnats d'Amérique du Sud U23                 | Guayaquil             |        |
| Lancer du marteau       | 67,32 m | Valeria Chiliquinga                                                           | 4 mai 2019       |                                                    | Vila Nova de Cerveira | [ 32 ] |
| Lancer du javelot       | 61,10 m | Juleisy Ángulo                                                                | 13 octobre 2022  | Jeux sud-américains                                | Asuncion              |        |
| Heptathlon              | 5 925 pts | Nancy Vallecilla                                                              | 25–26 mai 1985   | Hypo-Meeting                                       | Götzis                |        |
| Heptathlon              | 13 s 84 (100 m haies), 1,78 m (hauteur), 11,32 m (poids), 24 s 64 (200 m) / 6,05 m (longueur), 37,18 m (javelot), 2 min 10 s 51 (800 m) |                                                                               |                  |                                                    |                       |        |
| 10 000 m marche (piste) | 44 min 12 s 75 | Glenda Morejón                                                                | 25 août 2018     | Championnats ibéro-américains                      | Trujillo              | [ 33 ] |
| 10 km marche (route)    | 43 min 04 s | Glenda Morejón                                                                | 9 mars 2019      | Championnats d'Équateur                            | Sucúa                 | [ 34 ] |
| 20 000 m marche (piste) | 1 h 29 min 24 s 61 (AR) | Glenda Morejón                                                                | 29 mai 2021      | Championnats d'Amérique du Sud                     | Guayaquil             | [ 35 ] |
| 20 km marche (route)    | 1 h 25 min 29 s (AR) | Glenda Morejón                                                                | 8 juin 2019      |                                                    | La Corogne            | [ 36 ] |
| 35 km marche (route)    | 2 h 44 min 26 s | Paula Torres                                                                  | 22 mars 2025     | Dudinska 50                                        | Dudince               |        |
| 50 km marche (route)    | 4 h 11 min 12 s (AR) | Johanna Ordóñez                                                               | 11 août 2019     | Jeux panaméricains                                 | Lima                  | [ 37 ] |
| 4 × 100 m               | 43 s 69 | Équipe nationale Narcisa Landázuri Anahí Suárez Yuliana Ángulo Ángela Tenorio | 5 août 2021      | Jeux olympiques                                    | Tokyo                 | [ 38 ] |
| 4 × 400 m               | 3 min 37 s 84 | Équipe nationale Evelin Mercado Nicole Caicedo Virginia Villalba Anahí Suárez | 5 juillet 2022   | Jeux bolivariens                                   | Valledupar            | [ 39 ] |

## Salle

### Femmes
| Épreuve     | Record  | Athlète        | Date           | Compétition                             | Lieu       | Réf.   |
| ----------- | ------- | -------------- | -------------- | --------------------------------------- | ---------- | ------ |
| Triple saut | 13,52 m | Liuva Zaldivar | 2 février 2020 | Championnats d'Amérique du Sud en salle | Cochabamba | [ 40 ] |